# Variimorda inomatai
Variimorda inomatai is een keversoort uit de familie spartelkevers (Mordellidae). De wetenschappelijke naam van de soort is voor het eerst geldig gepubliceerd in 1985 door Takakuwa.